# Religia în Racovița, Sibiu
Acest articol dezvoltă secțiunea Religia în Racovița, Sibiu a articolului principal, Racovița, Sibiu.
Prima mențiune despre viața bisericească din Racovița este diploma emisă de principele Gheorghe Rákóczi I în 8 iulie 1647, prin care l-a numit pe preotul Ion din Țichindeal protopop peste 17 sate din jurul Sibiului, printre care se numără și Racovița. Din conținutul acestei diplome reiese că, la acea dată, biserica din Racovița era supusă superintendentului calvin, cu toată împotrivirea mitropolitului Simion Ștefan, care îl împiedicase pe acesta să uzeze de drepturile care îi fuseseră acordate. Primul slujitor cunoscut al altarului, menționat în documente bisericești în anul 1698, este controversatul protopop Toma, care a semnat „Manifestul de unire cu Biserica Romei” sub numele de Pater Thomas de Rakowice.
În perioada 1698–1765, premergătoare înființării graniței militare, populația s-a confruntat cu puternice conflicte interconfesionale cauzate de procesul de unire a mitropoliei ortodoxe de Alba Iulia cu Biserica Catolică. Cu acest prilej, este confirmat istoric procesul de emigrare pe motive religioase a unei importante părți a populației ortodoxe din sudul Transilvaniei în țările române: Moldova și Țara Românească. Acest proces a determinat o mișcare, coordonată de conducătorii acelor timpuri, de înlocuire a populației emigrante și/sau expulzate cu o alta de preferință de confesiune catolică. Dacă la începutul secolului al XVIII-lea populația era în majoritate de religie ortodoxă, la sfârșitul aceluiași secol majoritatea racovicenilor erau români uniți, iar după 1948, când Biserica Română Unită a fost scoasă de regimul comunist în afara legii, majoritatea credincioșilor au aderat la Biserica Ortodoxă Română.
Pe teritoriul Racoviței există o mențiune despre existența unui schit (mănăstire), uitat astăzi cu desăvârșire, mențiune care se datorează canonicului și istoricului blăjean Augustin Bunea. În 1919 apare un alt studiu, în care autorul, Zenovie Pâclișanu, precizează că Schitul Racovița a fost ridicat de călugărul unit Oprea Doican, pe moșia proprie. Prima biserică a satului are datare incertă, istoricul blăjean Pâclișanu considerând 1679 ca an al edificării, iar protopopul local Petru Florianu a antedatat-o în anul 1675, biserica fiind la origine de rit ortodox și a fost zugrăvită „în stilul vechi” în anul 1752 și nu într-un an din epoca brâncovenească. Biserica actuală a fost construită între anii 1887-1890 și sfințită în 1887 de mitropolitul greco-catolic Ioan Vancea. La construcția sa au participat toți racovicenii, acțiunea lor începând în 1875, când s-au construit cele două cruci existente și astăzi la capetele satului, spre Avrig și spre Tălmaciu. Iconostasul a fost pictat în perioada 1906-1907 de pictorul transilvănean Octavian Smigelschi, iar în anul 1970 biserica a fost pictată în interior în stil neobizantin de pictorul bucureștean Dumitru Bănică; resfințirea a fost făcută la 22 noiembrie în același an de mitropolitul Nicolae Mladin.
Ca religii minoritare față de cea greco-catolică sau, mai nou, ortodoxă, este de menționat existența cultului creștin baptist, al așa-zișilor „pocăiți”, a căror atestare documentară oficială este de dată recentă: 1942. Documentul atestă prezența în sat a unei „Asociații baptiste” încă din 1918, deși protopopul Valeriu Florianu consemnează înființarea acesteia de abia în 1921.

## Istorie

### Biserica până în 1698
Ca și în alte domenii, mărturiile scrise despre viața bisericească a satului până în anul 1700 sunt încă nedescoperite, situație întâlnită și prin satele din jur. Biserici mai vechi decât cele cunoscute din documentele conscripțiilor ce au urmat anului 1700, nu pot fi identificate documentar ci doar arheologic sau din tradiția orală, care menționează o bazilică romană, ce este posibil să fi fost ridicată "În deal". Deși până în anul 1765, satul avea două jurisdicții diferite, "partea scăunală" și cea "iobagită", sub aspect confesional, chiar dacă existau și locuitori de alt rit, satul avea un singur lăcaș de închinare.
Începând cu secolul al XVI-lea și culminând cu cel următor, clasele stăpânitoare formate din ungurii și secuii calvini precum și din sașii luterani, încep să desfășoare o activitate febrilă de atragere a românilor ardeleni la credința lor. O dată cu dezastrul de la Mohács în 1526, Transilvania se separă de Ungaria devenind principat autonom sub suzeranitate turcească, pe tronul său ajungând principi indigeni de religie calvină. Este epoca în care ideile Reformei religioase, mișcarea anticatolică și antifeudală începută încă din secolul precedent în apusul Europei, încep să pătrundă și pe teritoriul Transilvaniei.

Harta istorică a Racoviței unde se poate vedea amplasarea bisericilor, schitului, cimitirelor, troițelor și caselor parohiale

Mai moderați decât ungurii, sașii își încep activitatea lor de prozelitism prin tipărirea la Sibiu în 1544 a Catehismului luteran, prima carte tipărită în limba română, urmată după aceea de alte tipărituri bisericești, prin care căutau să răspândească învățăturile protestante în rândurile credincioșilor ortodocși.
Ungurii, calvini, mult mai meticuloși și mai interesați în atragerea românilor ardeleni la credința lor, având sprijinul principilor țării, cunoscuți sub denumirea de "principi calvini", își încep propaganda prin răspândirea promisiunii că atât clerului cât și mirenilor care vor îmbrățișa noua credință, li se vor acorda anumite înlesniri și scutiri: scutirea preoților de iobăgie, introducerea limbii române în biserică în locul celei slavone, dreptul românilor de a-și alege episcop, etc.
„...Din încercările sașilor și calvinilor de a-i abate pe români de la credința lor strămoșească, a izvorât un bine și un folos neașteptat: începutul tipăriturilor românești, înflorirea limbii române și pătrunderea ei în slujba și cântarea bisericească.”—Ioan Lupaș
Observând că promisiunile lor rămân fără ecou, calvinii trec la acțiuni brutale, menite a obliga pe credincioșii români să le îmbrățișeze legea. Astfel Dieta țării, ținută la Sibiu în 30 noiembrie 1566, prin articolul 36 a decretat stârpirea doctrinelor religioase contrare luteranismului îmbrățișat de către sași și calvinismului acceptat de către unguri. Tot în acest an, sub conducerea superintendentului român calvinizat, Gheorghe, fost episcop la Vad, se ține primul sinod al preoților români în care, potrivit dorinței principelui țării, Ioan Sigismund, se hotărăște primirea învățăturilor calvine și introducerea limbii române în biserică. Ultima măsură a fost mai apoi confirmată și de către sinodul ținut la Aiud în 1569, condus de către episcopul Pavel din Turdaș.
Ca urmare directă a acestor silnicii, în jurul anului 1585, toată Țara Oltului și implicit și Racovița, este scoasă de sub păstorirea duhovnicească a Vlădicului de la Alba Iulia și pusă sub cea a preotului reformat maghiar din Făgăraș, căruia fiecare preot român trebuia să-i plătească o dajdie anuală de un florin. Situația aceasta se va schimba doar în timpul scurtei stăpâniri a lui Mihai Viteazul (1599 - 1601), când Țara Oltului revine la Mitropolia de Alba Iulia care, împreună cu întreaga biserică românească din Ardeal, este pusă sub ascultarea Mitropoliei din Târgoviște.
Câteva decenii mai târziu, principii calvini, Gabriel Bethlen, care aveau posesiuni în Racovița, precum și cei doi Rakoczi: Gheorghe I și Gheorghe al II-lea, trec din nou biserica din aceste ținuturi românești sub jurisdicția superintendentului calvin, scutind preoții români care dădeau ascultare acestuia, de dijme și robotă.
Primul document cunoscut privind viața religioasă a racovicenilor este diploma dată de către principele Gheorghe Rákóczi I din 8 iulie 1647, prin care acesta numește pe popa Ion Pop din Țichindeal ca protopop peste 17 sate din jurul Sibiului, printre care se numără și Racovița:
„Georgius Rákoci Dei gratia princeps Transylvaniae, Partium Regni Hungariae Dominus et Siculorum comes, Fidelibus nostri Spectabilibus, Magnificis, Generosis, Egregiis et Nobilibus, Comitibus et vicecomitibus, Iudicibus vicejudicibusque Nobilium ac iuratis assessoribus, totique universitati Dominorum Magnatuum et Nobilium, Circumspectis item et providis, Iudicibus et Iuratis, ac universis Incalis et Inhabitationibus quarumcumque villarum et Possessionibus; nec non honoratis omnibus et singulis Pastoribus ac Ministris Ecclesiarum Possessionum Valachialium in comitatu Albensi Transylvaniae existentium, modernis sive et futuris quoque pro tempore constituen(dis). Cunctis etiam aliis cujuscumque status, conditionis, ordinis, gradus, honoris, officii, dignitatis, praeeminentiae et functionis hominibus quorum interest seu intererit. Praesentes literas nostras visuris, lecturis vel legi audituris, nobis dilectis salutem et gratiam nostram.

Ioan Pop de Țichindeal (?) protopopul satelor: Cornățel, Nucet, Săcădate, Avrig, Racovicza, Sebeșul-de-sus și de-jos, Porcești, Glîmboaca, Coluni, Găinari, Noul, Feldioara, Rucăr, Săsăuz, Ghimbav, Fofeldea, Bendorf, aflătoare în comitatul Domniilor voastre ne-a adus la cunoștință în smerita sa rugare, că de câțiva ani, de când poartă slujba aceasta nime nu l-a împiedecat în oficiul său decât scrisoarea Vlădicului, care a despărțit satele unul de celălălt în contra obiceiului vechiu. Informându-ne delà credincioșii noștri despre purtarea lui bună și cinstită și despre zelul lui în îndeplinirea oficiului, îl întărim din nou, ca în viitor cu atât mai bine să-și poată purta oficiul și ca să fie scutit de infestările vlădicii și ale altora, îl luăm sub scutul și îngrijirea noastră, sub condițiunile acestea:
1.  Cuvântul (lui D-zeu) să-l predice românește și să silească la aceasta și pe preoții supuși lui.
2.  Să lățească Cathechismul tradus în românește.
3.  Să părăsească multele superstiții pe cari le-au observat până acum la botez și la cununie, și (pe cei căsătoriți) nici decum să nu-i despartă.
4.  Să observe condițiile cari i s-au pus și le-a acceptat înainte cu patru ani.
5.  Ca în toate lucrurile să asculte și să atârne de vlădica ortodox (adecă cel calvin. Trad.)

Și fiindcă fărădelegile au început a se răspândi în toate părțile îi dăm voie să-și poată cerceta credincioșii din satele amintite și să-și poată face visitațiunile oficioase consueta ex antiquitus observata consuetudine. De aceea poruncim grațios și serios credincioșilor noștri de orice stare mai sus pomeniți, ca înțelegând astfel grația noastră față de numitul Ioan Pop să i-se dea protopopia să io țină și să facă și pe alții să io țină condiționibus sub praemissis și să-l apere contra tuturora: afară de aceea să-l lase se meargă în visitațiuni, procedând în acelea modo antiquitus observato, chear preoții români supuși oficiului său sunt datori să-l recunoască de protopop dându-i cuvenita cinste și ascultare amissione officii.
Secus non facturi. Praesentibus perlectis exhibenti restitutis. Datum in civitate nostra Colosvar die octava Mensis Iulii, Anno Domini Millesimo Sexcentesimo quadragesimo septimo. G. Rakocy”—Traducerea - Redacția Răvașului
Din conținutul acestei diplome se desprinde faptul că la acea dată, biserica din Racovița era deja supusă superintendentului calvin, cu toată împotrivirea mitropolitului Simion Ștefan, care-l împiedicase pe acesta să uzeze de drepturile care i-au fost acordate. De altfel, în această perioadă, biserica românească din scaunele săsești rămăsese sub jurisdicția vlădicului Simion, însă Racovița fiind subordonată parțial și organelor administrative comitatense, ale comitatului Alba, este posibil să nu fi beneficiat de acest regim.
Prin această diplomă, protopopul Ion primește încuviințarea de a face vizite canonice la credincioșii trecuți de acum sub jurisdicția sa. În schimb i se cere atât lui cât și preoților săi să predice în biserică românește, să răspândească Catechismul calvinesc din 1640 și să aplice învățăturile lui atât în rândurile credincioșilor cât și a copiilor, zi de zi.
Începând cu data de 9 iunie 1659, principele Acațiu Barcsay, român la origine, dă o diplomă prin care scoate bisericile din Țara Oltului de sub jurisdicția calvină și le pune din nou sub cea a Vlădicului de la Alba Iulia, Sava Brancovici, sub păstorirea căruia s-a introdus definitiv limba română în serviciul divin. Măsura este cu atât mai surprinzătoare cu cât, cu doar doi ani mai înainte, la 3 aprilie 1657, Susana Lorantffi, văduva principelui Gheorghe Rákóczi, înființase cunoscuta școală calvină de la Făgăraș.

### Racovița și unirea cu Biserica Romei
Ca urmare a înfrângerii trupelor turcești sub zidurile Vienei în 1683, la Buda în 1686 și la Mohacs în 1687, sub conducerea lui Mihai Apafi I, trupele austriece ocupă Transilvania și potrivit hotărârilor Dietei de la Făgăraș din 13 mai 1688, noua provincie cucerită devine parte componentă a imperiului habsburgic.
Începând cu secolul al XVII-lea, Curtea de la Viena a pus în practică o politică menită să ducă la aderarea ortodocșilor din teritoriile controlate de ea la unirea cu Biserica Romei.
În primul rând, în concepția promotorilor acestei politici, o religie unică de stat, cea catolică, era menită, în mod deghizat, să constituie un element de unitate, un liant solid al imperiului habsburgic, atât de eterogen și să servească drept instrument politic de dominație, paralel cu celelalte instrumente ale absolutismului. În al doilea rând, prin "Unire", se urmărea să se dea o lovitură de grație calvinismului patronat de nobilii unguri, cu scopul de a-i atrage și pe aceștia la credința împăratului. În al treilea rând, Curtea de la Viena urmărea ca prin câștigarea românilor, cea mai numeroasă populație din Transilvania, pentru catolicism, să se creeze nu numai o preponderență catolică de care imperiul avea neapărată nevoie pentru a-și consolida puterea dar și instrumentul prin care să se constrângă la fidelitate națiunile politice.
Această sarcină a fost încredințată cardinalului Leopold Karl von Kollonitsch, arhiepiscop de Strigoniu și primat al Ungariei, ce se bucura de mare trecere la Viena. În toată activitatea sa, cardinalul a primit un sprijin substanțial din partea călugărilor iezuiți, întorși din nou în Transilvania, după ce principele calvin Ștefan Báthory i-a alungat din țară și le-a confiscat averile, în fruntea cărora s-a aflat preotul bisericii romano-catolice din Alba Iulia, Paul Ștefan Bárány.
Preoților români li s-au promis în cazul trecerii la catolicism, o serie întreagă de avantaje materiale și sociale, printre care cel mai important era acela al egalității cu preoțimea catolică, cu privilegiile și veniturile acesteia, încă din 21 august 1691, urmat de altul în 26 august 1692 prin care s-a declarat egala îndreptățire a bisericii greco-unite din Transilvania cu cea romano-catolică.
Bazat pe aceste propuneri, mitropolitul Teofil, sub care s-au început primele acțiuni de catolicizare a românilor ardeleni, a convocat în prima jumătate a anului 1697 un sinod la Alba Iulia în ședințele căruia, împreună cu 12 protopopi, au hotărât ruperea de calvini și unirea cu biserica Romei.
Pe plan religios, uniții urmau să-și păstreze ritul, canoanele și calendarul lor ortodox, în schimbul recunoașterii a patru puncte dogmatice:
- Papa de la Roma este capul întregii biserici creștine.
- Cuminecătura să se facă și cu pâine nedospită.
- Existența purgatoriului ca loc intermediar între rai și iad, pentru curățirea păcatelor.
- Purcederea Duhului sfânt și de la Fiul[25].

Iconostasul actualei biserici ortodoxe, pictat de Octavian Smigelschi

Pe plan social, "uniții " urmau să fie primiți în toate dregătoriile țării, fiii lor să aibă acces în toate școlile, fără de nicio deosebire, preoții urmând să se bucure de toate drepturile preoților religiilor recepte, să fie dotați cu sesii parohiale etc., promisiuni întărite și printr-o diplomă împărătească datată la 14 aprilie 1698. La rândul său, în 2 iunie 1698, cardinalul Leopold Karl von Kollonitsch invită pe preoții români să primească "Unirea", în schimbul privilegiilor promise de împărat și a protecției oferite de acesta.
Murind mitropolitul Teofil încă în același an, acțiunea de catolicizare a unei părți a românilor transilvăneni a fost continuată de către succesorul său Atanasie Anghel, hirotonit la București în 1698 de către mitropolitul Teodosie al Țării Românești și de către patriarhul Dosoftei al Ierusalimului. În temeiul promisiunilor ce aveau gir împărătesc, noul mitropolit trimite protopopilor săi pentru semnare, un document de acceptare a trecerii la catolicism, document care va sta la baza lucrărilor sinodului din 7 iulie 1698 și mai apoi a celui din 7 octombrie 1698, cunoscut în istoriografie sub numele de "Manifestul de unire" sau "Cartea de Mărturie", sinoade contestate de către istoriografia română, ca și cel din anul precedent, iar actele lor considerate drept falsuri grosolane.
Cei 38 de protopopi au declarat cu acest prilej ca se unesc cu biserica Romei, cu condiția ca să se bucure și ei de toate privilegiile de care se bucură preoții bisericii catolice, pretinzând că:
„...pre noi și rămășițele noastre din obiceiul bisericii noastre a răsăritului să nu ne clintească... Și așa ne unim acești ce-s scriși mai sus, cum toată legea noastră, slujba besearecii și carindariu, leturghia și posturile și darul nostru să stea pe loc iar de n-ar sta pe loc aceale, nici aceste peceți să n-aibă nici o tărie asupra noastră.”
Din declarația de mai sus se desprinde adevărul că actul respectiv a fost semnat de către clerici și nu de către masele largi de credincioși, preoții respectivi semnând nu dintr-o nevoie spirituală ci pentru a fi făcuți părtași la anumite privilegii. O dată ce "Manifestul de Unire" a fost semnat, împăratul Leopold l-a întărit prin cunoscuta "Diplomă solemnă a unirii" din 16 februarie 1699, prin care se primea și se întărea unirea, acordându-se bisericii unite drepturile, privilegiile și scutințele celei romano-catolice, clerul unit fiind și el scutit de sarcinile iobăgești și dotat cu sesii parohiale, completată prin alta din 26 august 1699.
Privitor la Racovița, în documentele bisericești s-a păstrat numele protopopului Toma, primul slujitor al altarului cunoscut al satului, care a semnat și el "Cartea de Mărturie".
La data de 4 si 5 septembrie 1700 se ține tot la Alba Iulia un nou sinod în care 54 de protopopi și 1563 preoți declarau solemn că au primit unirea. In actele acestuia precum și în cele ale sinodului extraordinar convocat de Atanasie în 7 ianuarie 1701 în vederea obținerii opțiunii celor prezenți de a fi numit ca mitropolit, protopopul racovicean Toma, nu mai apare, fiind menționat doar cel al Avrigului, Maxim însoțit de 21 preoți, printre care se afla și Ion, din Turnu Roșu (Porcești). În urma acestuia, la 19 martie 1701, o dată cu hirotonirea lui Atanasie la Viena, împăratul Leopold dă a doua sa diplomă în privința unirii, prin care se reînnoia recunoașterea drepturilor acordate uniților, de data aceasta scutințele privind și pe iobagii români. În cea mai mare parte a lor, prevederile diplomelor leopoldine au rămas doar simple promisiuni, împotriva transpunerii lor în practică ridicându-se nu numai cele trei națiuni recepte ci și guvernul ardelean, deoarece în urma aplicării lor, o mare parte a iobăgimii române urma să nu mai plătească daturi.
| ___Disertația lui Cornel Lupea privind existența controversată a protopopului Toma ___ |
| Deși amplă și controversată, din literatura "Unirii" publicată până în prezent, cu referire strictă la Racovița avem doar acceptarea legii catolice de către protopopul Toma. În cele ce urmează, vom căuta să răspundem la două întrebări pe care le ridică literatura respectivă: |
| 1. Dacă "Pater Thomas de Rakowice" a fost un personaj real, care să fi stat în fruntea unui protopopiat care în acea perioadă a ființat în sat? |
| 2. Dacă, nu cumva, el și protopopiatul său au fost plăsmuiri ale iezuiților? Din cercetările efectuate de către istoricul Silviu Dragomir, acesta contestă nu numai autenticitatea actelor sinodului din 7 octombrie 1698 ci și semnăturile protopopilor participanți. Referindu-se la participantul racovicean, istoricul consideră că ne aflăm în fața unei confuzii între localitățile Racovița și Vinț, rezultând în consecință ca acest "pater" n-a existat. |
| Or, o scurtă privire asupra tabelului de semnături, ne demonstrează că doar doi dintre cei 38 de protopopi semnatari purtau numele de Toma: cel de la numărul de ordine 24 și cel de la numărul 29. Deoarece numai unul dintre aceștia putea fi din Vinț, localitate menționată în documentele care ne interesează și sub numele: Alviuc, Alvinc, Zavinț sau Zavinc, considerăm că celălalt era din Racovița, confuzia pe baza căreia istoricul Silviu Dragomir a tras concluzia sus menționată fiind generată de iezuiți, cu prilejul introducerii în actul respectiv a numelui protopopilor și a localităților lor de reședință și în limba latină. Ținându-se seamă și de arondarea teritorială a protopopiatelor respective, ne permitem să credem că la numărul de ordine 29 avem de-a face cu protopopul Vințului, menționat sub cel al Iliei, de la nr. 28, localități relativ învecinate din punct de vedere teritorial, iar cel de la numărul 24 nu este altul decât protopopul Racoviței, încadrat între cel din Mohu și Săliște, de asemenea localități relativ apropiate, ipoteză pe care pare s-o confirme și Ștefan Lupșa. |
| Cât privește problema dacă în această perioadă Racovița a fost sau nu sediul unui protopopiat, sunt a fi luate în considerare două ipoteze: |
| 1. Fie că protopopul Toma făcea parte dintre acei preoți ai vremii despre care există mențiuni că în schimbul unei sume de bani plătită superiorilor bisericești obțineau dreptul de a purta acest titlu, |
| 2. Fie că, totuși, la Racovița a ființat pentru scurt timp un protopopiat greco-catolic, mutat aci de la Avrig, după ce avrigenii s-au lepădat de "Unire", de unde, după ce și racovicenii le-au urmat exemplul, a fost mutat la Porcești și mai apoi la Sadu. |
| Dacă pe baza documentelor menționate până acum putem afirma că actul "Unirii" a fost semnat și de către protopopul Toma care, după cum am văzut, în 1701 nu mai este prezent la sinodul de la Alba Iulia, ceea ce ne îndreptățește să credem că în acest interval de timp acesta fie că a trecut la cele veșnice, fie că s-a întors la "neunire", nu același lucru putem să-l spunem și de credincioșii de rând. Un singur lucru rămâne însă cert și anume acela că adoptarea ritului greco-catolic de către unii racoviceni a produs o dezbinare religioasă în rândurile lor, generând numeroase mișcări sociale. |

### Frământări religioase 1701-1765

Cimitirul bisericii vechi în paragină.

Imediat după "Unire", credincioșii greco-catolici din Racovița au fost arondați Vicariatului greco-catolic al Făgărașului, situație care s-a menținut până în anul 1879. Ipoteticul protopopiat care a rezidat în sat a avut o viață mai îndelungată, din moment ce la lucrările sinodului din 24 noiembrie 1714 este menționat printre participanți și protopopul Ion din Racovița. De altfel și Inocențiu Micu-Klein în conscripția sa din 1733 consideră că toți credincioșii localității erau greco-catolici, numărul acestora de 250 de familii putând să le dea dreptul de a avea un protopopiat. Însă, conform unei conscripții administrative din același an, menționează doar 189 familii, diferența de 61 de familii fiind din "partea iobăgită" a satului, care era de rit ortodox, fapt ce motivează existența și a celor trei preoți neuniți conscriși în acest an. Din aceste considerente bazate pe documente certe, afirmația istoricului M.Voileanu potrivit căreia în 1733 toți racovicenii erau de rit ortodox, nu are fundament istoric.
Pe fondul mișcării religioase conduse de călugărul Visarion Sarai din 1744 când atât clerul cât și poporul de pe "pământul crăiesc" s-au alăturat mișcării, în vederea apărării credinței strămoșești, guvernul Transilvaniei dă ordin la data de 6 mai 1744 să se publice în toate satele românești obligația tuturor țăranilor de a merge la biserici și a asculta slujbele preoților. În temeiul acestui ordin, magistratul sibian a încredințat comisiei formate din Andreas Herman, Martin Friederic Leonhard și A.von Adlerhausen, cercetarea satelor românești din Scaunul Sibiului și ducerea la îndeplinire a poruncii stăpânirii. La Racovița, comisia a ajuns în 31 mai 1744 și conform declarațiilor echivoce ale reprezentanților obștii, racovicenii nu știau nimic despre "Unire", sătenii dorind a rămâne la credința străbună.
Pe aceeași linie de întărire a "Uniației" s-a înscris și misiunea episcopului rutean unit din Muncaci, Manuel Mihail Olsavszky, care din porunca împărătesei Mariei Terezia, vizitează Ardealul în 1745-1746. Raportul său către Curtea imperială din Viena menționează că în ținuturile Sibiului, Făgărașului și a Albei Superioare se mai resimt urmările nefaste ale mișcării lui Visarion Sarai. Printre corifeii lui Visarion, Olsavszky consemnează la loc de frunte, alături de vestitul popă Moise Măcinic din Sibiel și pe fostul popă unit din Racovița, Toma Dobra. Tot din această epocă tumultoasă a mai rămas și "mărturisirea de credință" a preotului racovicean Pavel:
„...Adecă eu, Popa Pavel, ot Racoviț, ținut (ul) Sibiului, fiind hirotonit preot de Vlădica Gheorghe al Moldovei și după ce m-am dus la casa mea în Țara Ungurească, căzând la Unie și acum nevrând să mai fiu la Uniația papistașilor și ponturile care am primit de la Biserica Apusului, cunoscându-mi greșala, am venit aicea, în Țara Românească, la Preasfințitul Părinte Mitropolitul Ungro-Vlahiei, chir Neofit, pohtind să iau blagoslovenie.
Martie, 18, anul 1745.”—Mărturisire de credință, Popa Pavel - Racovița

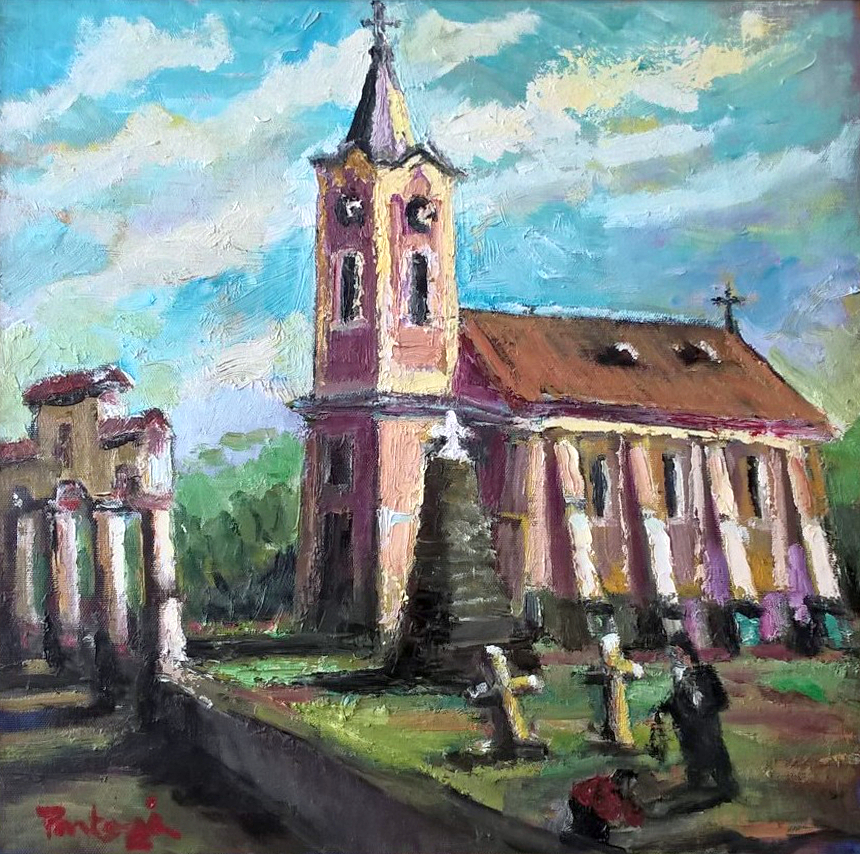
Biserica greco-catolică din Racovița, pictură în ulei de Valeriu Pantazi

În 1750 urmează o nouă conscripție confesională comandată de vicarul Petru Pavel Aron care consemnează 821 credincioși de rit unit păstoriți de doi preoți, fără a menționa și locuitorii din "partea iobăgită" a satului. Această conscripție este considerată de unii autori ca nereflectând realitatea, dar după doi ani (1752), ținând cont de pisania "Bisericii vechi", ambii preoți ai satului, Popa Pavel și Popa Toma erau "de caracter confesional greco-catolic, dimpreună cu tot poporul".
Începând cu sfârșitul deceniului al VI-lea al secolului al XVIII-lea, în sudul Ardealului izbucnesc din nou mișcări religioase împotriva "Unirii", care au culminat cu răscoala călugărului Sofronie (1756-1761). În contextul agitației desfășurate de către popa Ion din Aciliu și Popa Tunsu din Sadu, racovicenii ocupă cu forța biserica, aflată atunci în mâinile uniților și o dau în primirea preoților neuniți. Situația aceasta a durat până după plecarea lui Sofronie din Transilvania când de frica autorităților spiritele s-au liniștit și biserica a revenit la uniți.
Deoarece nici "edictul de toleranță", dat de Maria Terezia în 13 iulie 1759 prin care s-a recunoscut oficial existența religiei ortodoxe și s-au dat unele libertăți, nu a dat rezultate, în 1760 s-a luat o măsură radicală prin trimiterea la fața locului a unei comisii conduse de generalul Adolf von Buccow care avea și funcția de președinte al Comisiei aulice pentru problemele religioase ale românilor din Ardeal. Însoțit de trupe pedestre, cavalerie și câteva tunuri, acesta avea misiunea de a repune în drepturi pe preoții uniți alungați de popor, de a împărți bisericile între "uniți" și "neuniți", de a îndruma poporul la ordine și liniște iar acolo unde nu se putea să recurgă la forță. Dacă din conscripțiile lui Buccow nu au rămas date, trebuie respectate realitățile administrative ale vremii, satul fiind conscris administrativ în acei ani separat, pentru partea ce aparținea de Comitatul Albei Superioare și separat pentru cea pedinte de Scaunul săsesc al Sibiului. Astfel, în partea iobăgită se menționează o singură familie "unită" și 65 "neunite", acestea din urmă fără preoți. În partea scăunală se consemnează doar o singură familie "unită" și cinci preoți "uniți" precum și 235 familii "neunite" fără păstor. Biserica existentă era conscrisă drept ortodoxă. Concluzia este că în acea perioadă "Uniația" în Racovița era inexistentă, din moment ce existau 300 de familii ortodoxe fără preoți și doua familii "unite" cu cinci preoți.
După indicațiile superioare, biserica fiind zidită înainte de 1700, trebuia dată "neuniților", cu condiția ca aceștia să clădească o capelă corespunzătoare "uniților". Lucrurile au stat însă exact invers din moment ce se face mențiune în acest an despre "Biserica cea mare, "unită"" din Racovița.
Ultimele consemnări privind viața religioasă a racovicenilor înainte de 1765 le fac conscripțiile din acest an în care se menționează că în partea iobăgită sunt "neuniți" iar în cea scăunală nu se fac referiri de rit, ci doar că aici existau opt preoți.

### Biserica și granița militară (1765-1851)

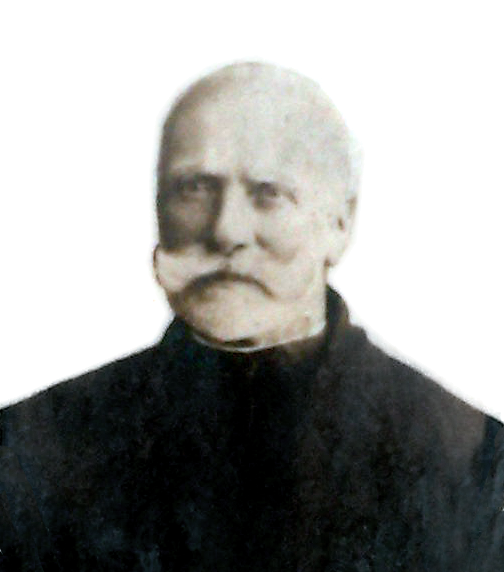
Protopopul greco-catolic Valeriu Florianu

Una din condițiile pe care trebuiau să le îndeplinească cei care doreau să se înroleze în unitățile de grăniceri era apartenența lor la religia catolică. Chiar dacă ulterior s-a revenit asupra deciziei și au fost încorporați și credincioși ortodocși, aceștia erau rău văzuți de către ofițerimea regimentului. Racovicenii nu au renunțat la credința străbună, preferând să ia calea emigrării, așa cum au făcut-o și alți credincioși transilvăneni despre care cancelarul aulic, contele Gabriel Bethlen, afirma în 1760 că erau "îndărătnici și încăpățânați când e vorba de religiune".
Din această perioadă au rămas următoarele date:
- Conscripția episcopului unit al Făgărașului din 1765 ce menționează 200 familii "unite"[74];
- Conscripția autorităților "neunite" din 1766, care precizează că cei 504 bărbați și 462 femei ai satului erau "mișcați" (noi în sat).
- În 1769 cu prilejul vizitei în Țara Oltului a episcopului greco-catolic Atanasie Rednic, acesta vizitează și Racovița, lucru ce indică apartenența tuturor grănicerilor la ritul greco-catolic. Prin "Regulamentul grăniceresc", grănicerii erau obligați a frecventa biserica "în toate duminicile și sărbătorile"[75]. Ea era slujită de trei preoți, dintre care unul era hirotonit în Moldova și altul în Muntenia[76].
- În 1777, biserica avea un capelan, un preot supranumerar, un cantor și un clopotar[77].
- În 1781, împăratul Iosif al II-lea dă un "edict de toleranță"[78] prin care s-a statornicit că în chestiunile de credință și conștiință "nicio silă nu poate avea loc"[79]. Pe baza prevederilor acestui edict, unii credincioși "uniți" s-au întors la credința străbună. Din motive încă necunoscute, racovicenii n-au mai făcut-o, dovadă stând conscripția satului din 1799 când nu a mai fost înregistrat în sat niciun "neunit" (nichtunirte)[80].
- În conscripția din 1805, Racovița nu mai este menționată ca făcând parte din parohiile ortodoxe ardelene[81]. Din acest motiv, consemnarea unei biserici românești neunite în 1808[82] la Racovița, este neconformă cu realitatea.

De menționat este că în perioada 1805-1810, biserica din Racovița aparținea de Arhidiaconul Voilei și că ea avea o filie în Porumbacu de Jos, după cum și biserica catolică din Porumbacu de Jos avea o filie în Racovița cu patru credincioși.

### Biserica în perioada 1851-1948

Cruce deteriorată din cimitirul vechii biserici.

Principalul eveniment al celei de a doua jumătate a secolului al XIX-lea a fost fără îndoială, zidirea bisericii actuale cu hramul „Sfânta Treime”, sfințită în anul 1887 de mitropolitul greco-catolic Ioan Vancea, trecută în anul 1948 în folosința Bisericii Ortodoxe Române de către autoritățile comuniste.
La data de 21 septembrie 1874, parohia este vizitată de către mitropolitul Ioan Vancea de Buteasa, ceea ce infirmă declarația preotului Valentin Boeriu făcută cu prilejul agapei organizate în 22 octombrie 1970, cu prilejul sfințirii bisericii, după zugrăvirea ei, potrivit căreia: "în parohia Racovița, de mai bine de o sută de ani n-a mai descins niciun arhiereu." Cinci ani mai târziu, urmând noii împărțiri administrative a țării din 1877, parohia Racovița a fost arondată protopopiatului greco-catolic al Sibiului, pentru ca în 1890 să revină la protopopiatul Țichindealului Tot în acest an există mențiuni privind prezența din nou în sat a 10 credincioși de rit ortodox.
În documentele parohiei apar in această perioadă mențiuni despre sigiliul său, care avea o formă oval-orizontală, având în câmpul sigilar chipul Sfintei Treimi, hramul bisericii, pe marginea căruia se afla următoarea legendă: "Sigilulu parohiei greco-catolice din Racoviția" Este de menționat că în 1938 sigiliul parohiei avea aceeași reprezentare iconografică, legenda fiind modificată în "Oficiul parohial greco-catolic Racovița".
Începutul secolului al XX-lea a adus noi schimbări în arondarea parohiei. Prin ordinul nr. 9615/1912, Ordinariatul arhiepiscopesc greco-catolic de Alba Iulia și Făgăraș, în baza decretului din 17 decembrie 1912, o trece în subordonarea protopopiatului Arpașului de Jos, nou înființat, cu sediul în Racovița, în fruntea căruia a fost numit viceprotopopul Valeriu Florianu În cadrul acestui protopopiat care a ființat până în 1931, au fost cuprinse parohiile greco-catolice din Cârța, Drăguș, Feldioara, Noul Român, Olteț, Porumbacu de Jos, Porumbacu de Sus, Rucăr, Sărata, Scoreiu, Ucea de Sus și Viștea de Jos. În anul 1930, tot acestui protopopiat i-au mai fost arondate parohiile din Colun și Găinari, care aparținuseră până atunci de protopopiatul Țichindealului precum și cele din Bradu și Sadu, aparținătoare de protopopiatul Sibiului.
Dacă în anul 1846 parohia Racovița avea o singură filie, după anul 1900 numărul lor era de cinci, acestea au ființat în Avrig, Boița, Porcești, Sebeșu de Jos și Sebeșu de Sus, fiecare dintre ele cu un număr infim de credincioși. Ripostând, ortodocșii înființează la rândul lor o filie în Racovița, punând-o sub ascultarea parohiei ortodoxe din Avrig. Înființarea acestei filii a fost impusă de creșterea numărului de credincioși ortodocși în sat, după cum urmează: 2 în 1900, 38 în 1910, 38 în 1920, 85 în 1925 etc, majoritatea acestora fiind imigranți, unii prin căsătorie.
Pentru satisfacerea trebuințelor spirituale ale acestora, încă din 1924 s-au făcut demersurile de rigoare în vederea obținerii unei încăperi în care aceștia să-și poată oficia cultul divin. Prin Consistorul arhidiecezan ortodox din Sibiu s-a cerut Revizoratului școlar județean aprobarea ca respectiva încăpere să fie una dintre sălile de clasă ale școlii primare. Prin ordinul nr. 1380/1924, Revizorul a cerut asentimentul direcțiunii școlii, care a cerut mai departe aprobarea Ministerului instrucțiunii. Ministerul a dat aprobarea cu numărul 96103/1924 reglementând faptul că începând din anul următor filia va avea ca administrator pe Traian Maxim din Avrig. Uzând toate mijloacele pe care le-a avut la îndemână, protopopul greco-catolic Valeriu Florianu s-a opus înființării filiei ortodoxe reușind în cele din urmă să determine credincioșii de rit ortodox să frecventeze alte filii înființate în satele din jur și în Avrig. "Reactivată" după anul 1944, filia ortodoxă apare ca fiind administrată de Vladimir Roadedeal iar în anul următor de I.Boiu. Chiar dacă Valeriu Florianu era un fervent greco-catolic este interesant de menționat existența unei ciorne a unui memoriu semnat de 251 de racoviceni în frunte cu Valeriu Florianu având ca dată 20 februarie 1939, prin care se cerea Consistorului blăjean construirea unei case parohiale în localitate cu specificația că "....În caz contrar, vom fi siliți să trecem la ortodocși, întreaga comună".

## Baza materială a bisericii

### Biserica „a veche”

Biserica „a veche”, ruine

Făcând parte dintre vechile biserici de piatră ale Transilvaniei, fiind pictată în frescă, „Biserica a veche” este foarte puțin cunoscută în literatura de specialitate, unii autori recomandând efectuarea de săpături arheologice în vederea descoperirii de noi dovezi ale existenței sale. Petru Florianu datează ca an al construcției bisericii în 1675, în perioada de domnie a principelui calvin Mihai Apafi I, în timp ce istoricul blăjean Zenovie Pâclișanu, consideră ca an al edificării 1679.
Conscripția „părții iobăgite” a satului din anul 1765 menționează că iobagii au acoperit o treime din cheltuielile efectuate cu ocazia zidirii bisericii, două treimi fiind suportate de către iobagii „părții scăunale” pe teritoriul căruia se afla biserica. Deși mențiunile sunt certe, posibilitatea ca iobagii racoviceni să-și fi putut ridica o astfel de biserică în acea perioadă, pare greu de acceptat din următoarelor motive:
- Starea financiară a iobagilor era precară.
- Legiuiri existente în acea vreme care interziceau românilor să-și construiască biserici din piatră și cărămidă[108].

Epoca în care s-a edificat biserica este cunoscută pentru construirea unor biserici în sudul Transilvaniei cu sprijin direct de peste munți:
- în 1653 domnitorul Matei Basarab zidește biserica din Porcești[109]
- în 1690, Maria, fiica lui Șerban Vodă, sprijină financiar zidirea bisericii din Bungard[110].
- între anii 1697-1701, Constantin Brâncoveanu a zidit bisericile din Ocna Sibiului[111], Făgăraș[112] precum și mănăstirea de la Sâmbăta de Sus[113].
- în această perioadă dificilă a existenței bisericii ortodoxe din Ardeal, mitropolitul Țării Românești era Teodosie Veștemeanul[114] și domnitor Gheorghe Duca (1673-1678), cunoscut pentru înțelegerea sa manifestată în toate împrejurările pentru problemele bisericii ortodoxe din Ardeal[115].

Documentul intitulat „Inventarul pământurilor și clădirilor care aparțin parohiei greco-catolice din Racovița, la data de 14 octombrie 1846”.

Conform unor fotografii din 1930 ale ruinelor bisericii, edificiul era o construcție zveltă ce acoperea o suprafață de circa 219 stânjeni pătrați. Soclul ei, care se poate observa și astăzi, era construit din piatră brută de râu, peste care alternau în registre bine proporționate rânduri de cărămizi înguste. Liantul folosit era varul „cald”, în zidărie fiind încastrate și oale de rezonanță pentru îmbunătățirea acusticii sălii, zidurile erau sprijinite de contraforturi, acoperișul din țiglă. Biserica, de tip "navă longitudinală", având clopotnița opusă altarului, avea o lungime de circa 26m, lățime de 8m și era compartimentată în pronaos, naos și altar. Intrarea în tindă se făcea printr-un coridor zidit, deasupra căruia se afla turnul cu secțiune pătrată construit în partea sa superioară din scânduri, ce servea drept clopotniță. Accesul la clopote se făcea pe o scară de lemn, compusă din două tronsoane.
Pronaosul propriu-zis era despărțit de naos printr-un zid prevăzut cu o ușă încadrată de două ferestre libere, în anul 1846 adăpostind 19 strane de lemn. Naosul era lung de circa 14 m și adăpostea 31 strane de lemn, plasate simetric pe lângă pereți. Enoriașii în vârstă, care nu aveau strane, ascultau slujbele sprijiniți în cârje de lemn în formă de T, care se păstrau în tinda bisericii, după ușă, practică întâlnită și în alte biserici din Transilvania.
Altarul, potrivit canoanelor arhitecturii bisericești ortodoxe, era îndreptat spre răsărit și avea forma unei abside semicirculare, fiind despărțit de naos printr-o catapeteasmă care forma iconostasul. Acesta avea la rândul său trei uși, cea împărătească fiind formată din două aripi. Masa din altar era zidită și avea o lungime de trei picioare și șase palme și o lățime de trei picioare și o palmă.
Biserica a fost zugrăvită „în stilul vechi” în anul 1752 și nu într-un an din epoca brâncovenească, dovada fiind inscripția care se afla deasupra ușii la „despățământul muierilor”:
„...Cu începerea Tatălui și cu ajutorul Fiului și cu săvârșirea Duhului sfânt, s-a zugrăvit această sfântă biserică în zilele înălțatei crăiese Maria și fiind vlădica Ardealului Petru Pavel Aron de Bistra și fiind eparhiot Nicolae de la Sadu și fiind preoții bisericii: Popa Pavel, Popa Toma și fiind jude Florea Cândea; bătrâni: Toma lui Stan, Onea Toader, Pavel Ionașcu, Bunea Dragoman, Stan Bia, Oprea Pascului, preste vale fiind jude Toma Hitoc, bătrâni: Stan Hitoc, Mihai Fulcea, Oprea Cercel, Oprea Bobanga. Îndemnători și într-ajutori au fost: Popa Pavel, Florea Cândea, Stan Hițoc, Vasilie Fulcea, Stanciu Oprișiu, Oprea Bunii, Marcu Totan, Toma Ioan Hitoc și tot satul
Racoviția, în 24 august 1752,
Iosif Crâsnicu, zugravu.”—Inscripție menționată de Petru Florianu în „Unu micu istoricu...”, p. 1
După o sută de ani de la zidire, biserica se prezenta deja într-un avansat stadiu de degradare, ceea ce a dus la sistarea serviciului divin pe întreaga perioadă de derulare a reparațiilor, iar după încă o sută de ani a fost părăsită în 1894, acoperișul ei fiind vândut la licitație cu prețul de strigare în valoare de 200 florini. Tradiția orală consemnează faptul că locuitorului care l-a cumpărat pentru a folosi lemnăria, i-au mâncat lupii toate vitele în acel an.

### Biserica actuală

Intrarea în biserică

Biserica actuală a fost edificată între anii 1887-1890, la construcția sa participând toți racovicenii, acțiunea lor începând de fapt cu ani înainte, respectiv din 1875 când s-au construit cele două cruci existente și astăzi la capetele satului, spre Avrig și spre Tălmaciu. Construirea bisericii noi s-a impus datorită creșterii numărului de credincioși din sat și din cauza deteriorării accelerate a vechii biserici „din Deal”. Noul lăcaș de închinăciune a devenit funcțional imediat după terminarea construcției, prilej cu care biserica din vârful „Dealului” a devenit „'a Veche” și a fost abandonată, o parte din elementele sale constructive fiind vândute la licitație, sumele rezultate fiind apoi folosite pentru finisarea și înfrumusețarea bisericii noi.
În perioada 1906-1907 a fost pictat iconostasul de către pictorul transilvănean Octavian Smigelschi, costul picturii fiind de 1600 de coroane. Acest lucru a fost posibil datorită legăturilor de prietenie dintre parohul local Valeriu Florianu și renumitul pictor.
În 1948 biserica a trecut în administrarea Mitropoliei Ortodoxe din Sibiu fără a fi consemnate conflicte sau mișcări de rezistență:
„Doi ani mai târziu după trecerea sa în neființă, în viața religioasă a racovicenilor a survenit... „momentul” 1948 pe care ei... l-au traversat fără urmări, revenind la credința străbunilor lor, pe care, în contextul știut, au părăsit-o...”—Cornel Lupea - Racovița - Monografia unei străvechi așezări sibiene, p. 167
În 1970 biserica a fost pictată în stil neobizantin de către pictorul bucureștean Dumitru Bănică, sfințirea sa fiind făcută de către mitropolitul Nicolae Mladin la data de 22 noiembrie a aceluiași an. Costul pictării bisericii a fost suportat prin contribuțiile tuturor racovicenilor.
În Racovița au existat de-a lungul timpului două case parohiale: „a Veche” si cea „a Nouă”. Vechea casă parohială a fost ridicată în anul 1843 prin participația tuturor racovicenilor, pe frontispiciul triunghiular al casei putându-se citi, până când clădirea a fost modificată de către proprietarul Gheorghe Hulpuș, textul „Haec aedes paroho locali sacrata aere publico erecta est”. Noua casă parohială, existentă și astăzi cu aceeași destinație, a funcționat și ca școală sub numele de Școala Grănicerească subvenționată din fondurile Fondului Școlastic al Regimentului I de Graniță de la Orlat.

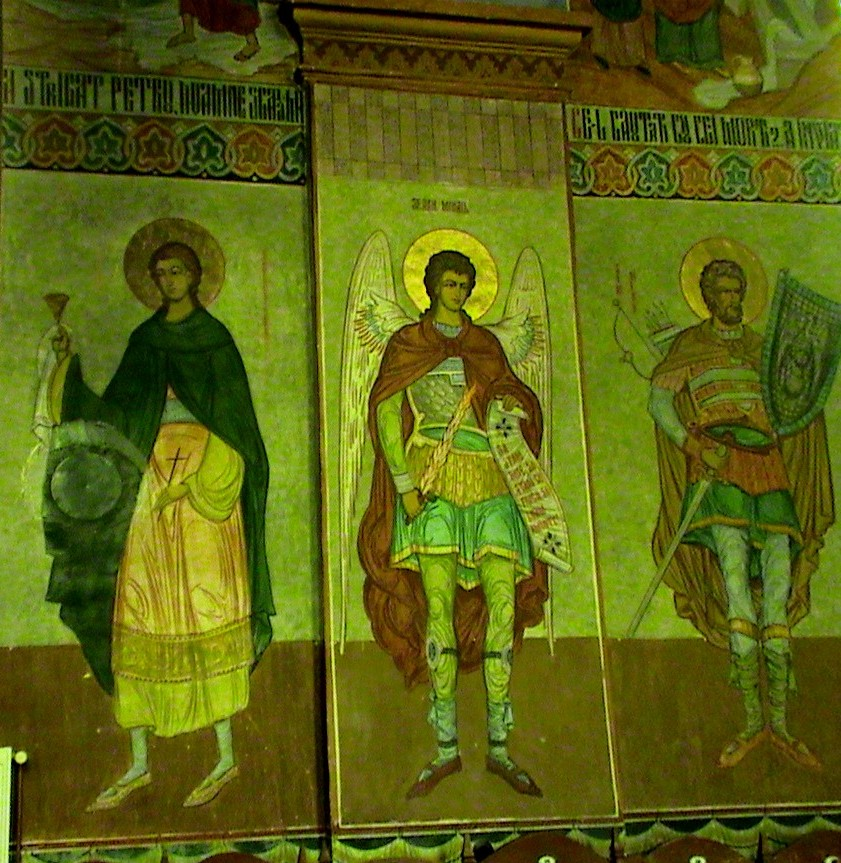
Pictură murală (detaliul 1)
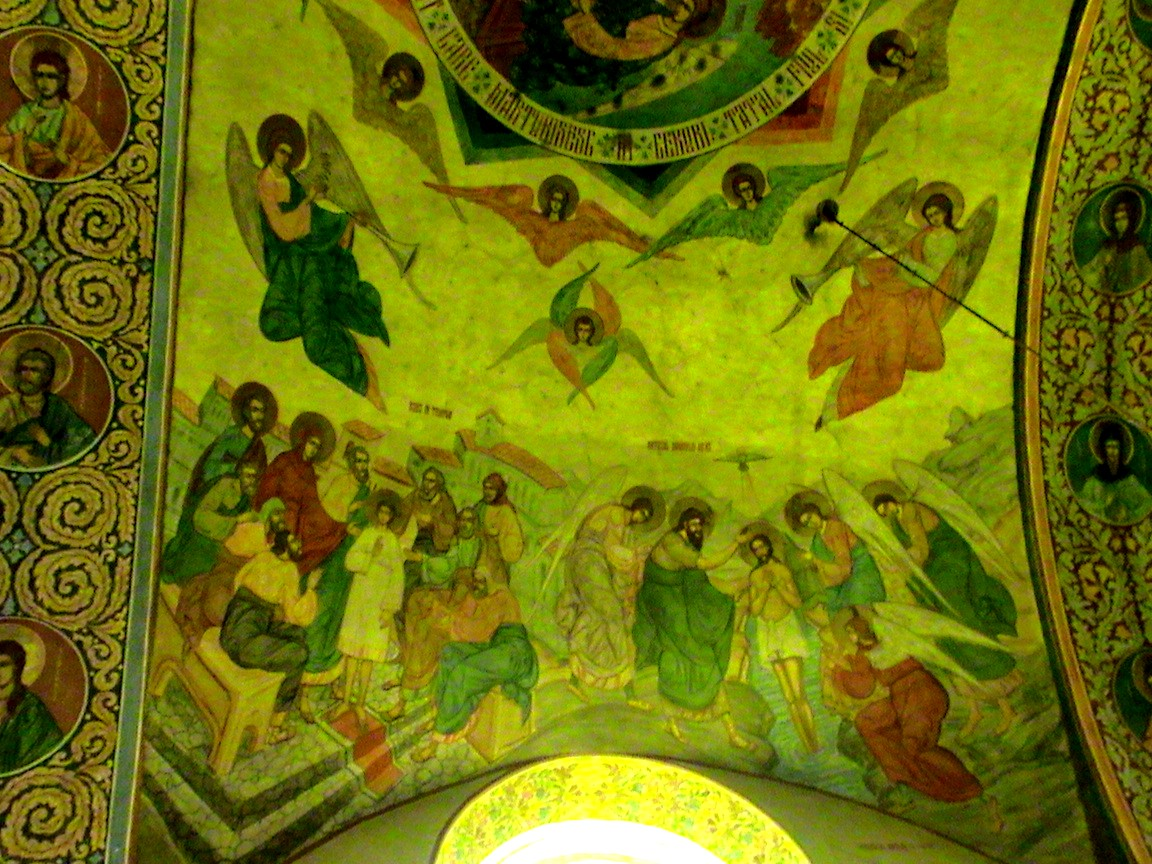
Pictură murală (detaliul 2)
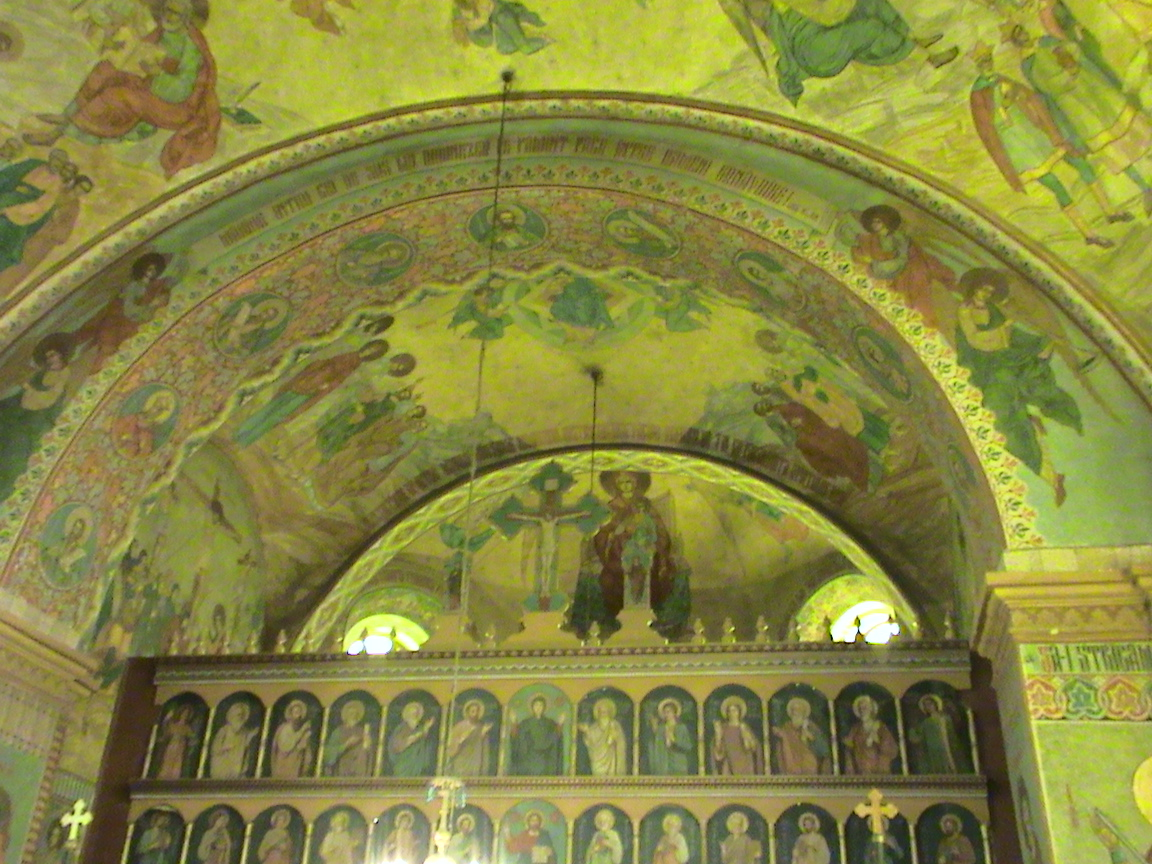
Pictură murală (detaliul 3)
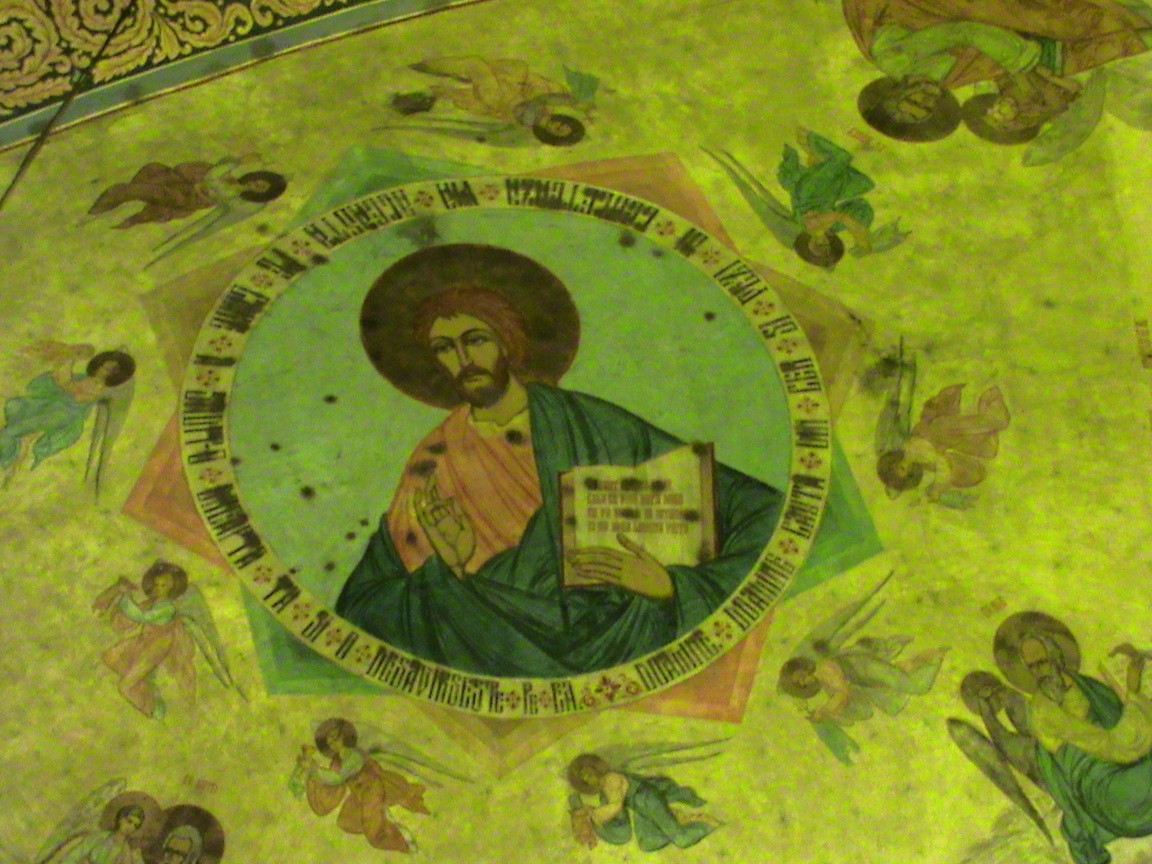
Pictură murală (detaliul 4)
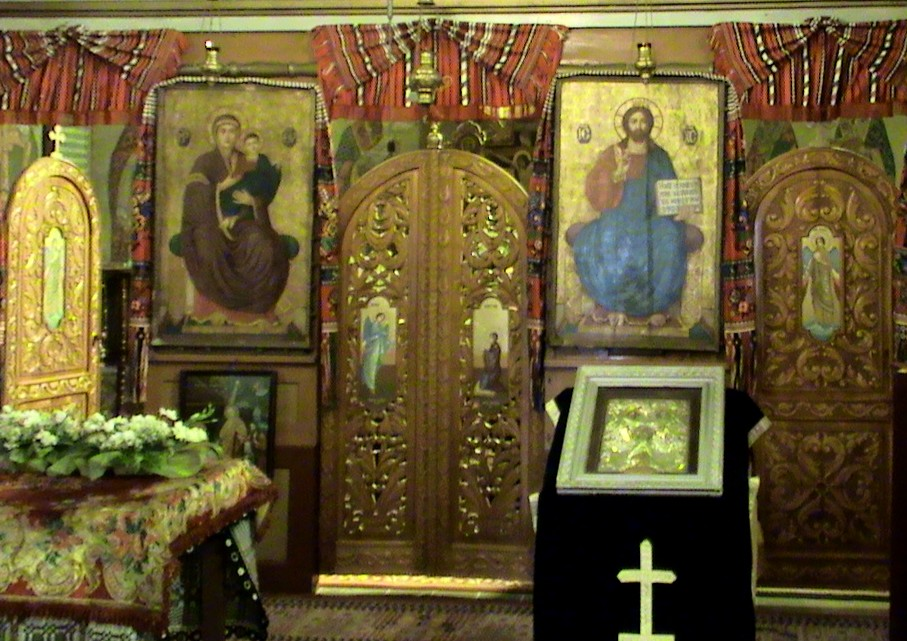
Altar
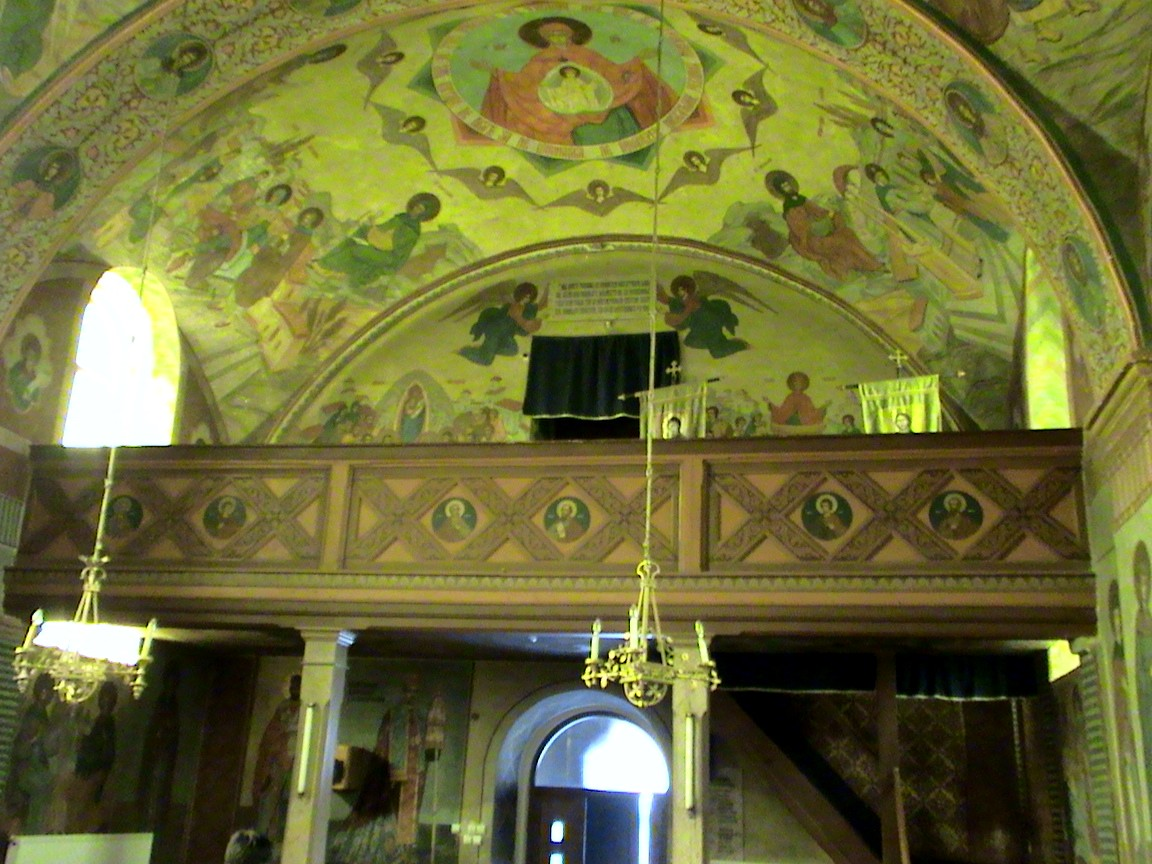
Balconul bisericii
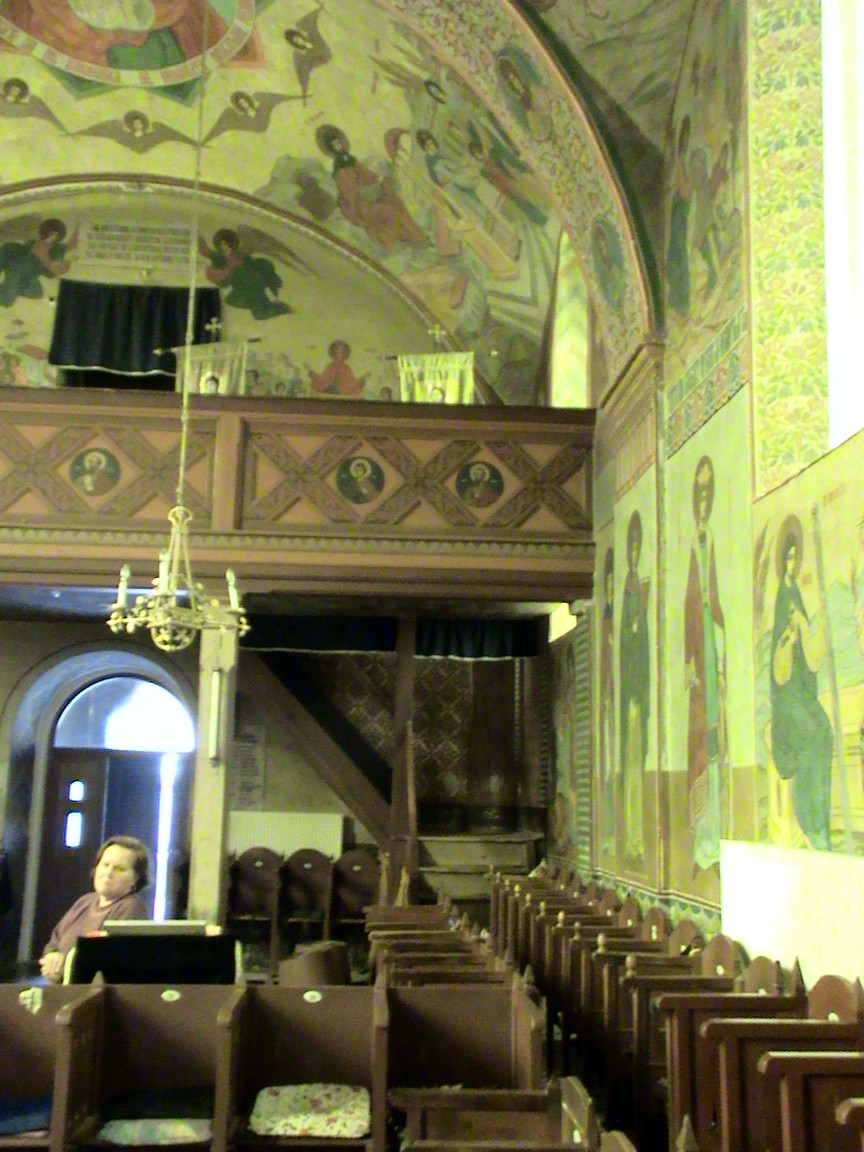
Detaliu lateral
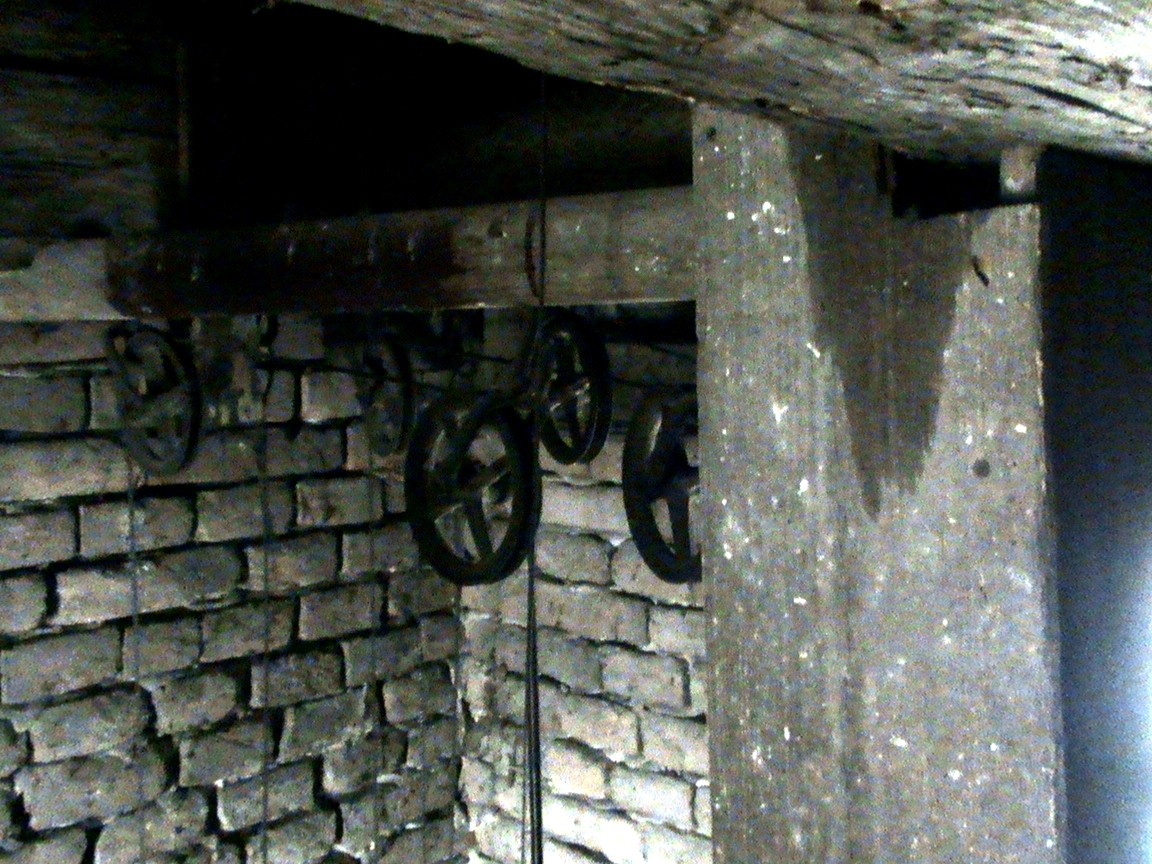
Mecanismul ceasului din turnul bisericii

### Mănăstirea (schitul) Racovița

Vechiul cimitir al satului „la Cărțăoaia”, azi fâneață. În planul doi, dreapta, situl bisericii vechi.

Prima mențiune despre acest lăcaș bisericesc, uitat astăzi cu desăvârșire, se datorează canonicului și istoricului blăjean Augustin Bunea În 1919 apare un alt studiu, de Zenovie Pâclișanu, în care se precizează că Schitul Racovița a fost ridicat de către călugărul unit Oprea Doican, pe moșia proprie. Cele două surse citate nu precizează din păcate nici condiția socială a ctitorului și nici anul edificării acestui modest lăcaș de închinăciune. C.Lupea în studiile sale referitoare la acest subiect, face următoarele precizări:
- În conscripțiile vremii, numele iobagului Oprea Doican este des întâlnit. Astfel, în conscripția anului 1721-1722, se consemnează că acesta avea șase vite mari precum și 10 oi și capre[134]. În anul 1734, Oprea Doican este întâlnit ca martor într-un proces care s-a judecat în fața Scaunului Tălmaciului, în documentul respectiv fiind consemnată și vârsta sa: 48 de ani[135]. Alte documente de arhivă indică și partea de sat în care locuia: partea „scăunală”[136]. Nu se știe dacă acesta a fost ctitorul mănăstirii sau vreun omonim al său din secolul al XVI-lea sau al XVII-lea. A. D. Jippa și N. Nistor precizează că acest schit a fost edificat la sfârșitul secolului al XVI-lea, cu mențiunea că slujitorii ei „țineau legătură cu biserica de peste munți și cu voievozii de la care primeau cărți”, fiind deci un așezământ ortodox[137]. Pentru caracterul ortodox se aliniază și A. Bunea, subliniind că mănăstirea s-a ridicat „din evlavia și dăruirea călugărilor, preoților și credincioșilor de aci”[138]. În cunoscuta sa conscripție, episcopul Inocențiu Micu-Klein consemnează printre cei trei preoți ortodocși ai satului și pe Oprea[51], care în contextul celor menționate, nu poate fi decât ctitorul schitului. Este posibil ca după anul 1734 așezământul să fi trecut la „Unire”, deoarece episcopul Manuel Mihail Olsavszky, cu prilejul vizitei sale canonice din 1745-1746 nu l-a pus alături de cele din Porcești (Turnu Roșu), Arpaș sau Scoreiu, unde a propus stăpânirii alungarea călugărilor[139]. Construcția simplă de lemn se întindea pe un teritoriu de circa 27 stânjeni[140] (cca 30 ari), fiind amintită și existența unei școli pe lângă mănăstire în subordinea călugărilor[141].
- În afară de ctitorul ei care în 1761 trecuse pentru a doua oară la „neunire”[142], se mai cunosc numele a încă a doi călugări care au slujit-o:
  - Dumitru, nepotul lui Oprea. Ținând cont că în anul 1756-1757 acesta a fost chemat în fața „episcopului valah”[143], se poate presupune că și el trecuse în tabăra „uniților”. De altfel, după această dată, Dumitru este înregistrat ca fiind „călugăr și popă unit”[144].
  - Ieromonahul Daniil, despre care se știe că în 13 februarie 1769 a vândut bisericii din Dridif un „Minei” cu 20 de florini ungurești, din care a renunțat la trei „ca cine va sluji pe dânsul să fie dator a pomeni acest nume mai sus amintit”[145]. În conspectul mănăstirilor din 1763, despre acest Daniil se făcea mențiunea că „este de credință dubioasă”, pentru ca în 22 februarie 1769, cu prilejul vizitei canonice pe care a făcut-o în Racovița episcopul Atanasie Rednic, acesta să-l consemneze drept „unit”[142]. De menționat că la intervenția episcopului Petru Pavel Aron, pe considerentul că era de rit unit, mănăstirea din Racovița a scăpat de represaliile lui Adolf von Buccow declanșate în 13 iunie 1761[146], alături de cea din Săcădate[147]. Deci contrar celor susținute de către unii autori[148], mănăstirea a continuat să existe și după această dată, ultima mențiune despre ea datând din anul 1773, când avea un singur călugăr[149].
- Încetarea existenței mănăstirii trebuie pusă spre sfârșitul secolului al XVIII-lea, în urma rezoluției împăratului Iosif al II-lea din 12 decembrie 1782, prin care au fost desființate pe întreg cuprinsul împărăției austriece toate ordinele călugărești[150].
- Deoarece în tradiția orală nu s-a păstrat nici o urmă privind această mănăstire și apelând la toponimie, locul așezământului nu poate fi altul decât terenul situat în partea de sud a satului numit „În (sau la) groapa călugărului” sau „La călugăru'”. Ca argumente de ordin toponimic privind localizarea mănăstirii mai sunt de menționat următoarele terenuri: „fânațul” (fâneața) numit „Arinii Popii Rad” străbătut de „Părău' lu' Doican”, „În groapa călugărului” se află și „Fântânița călugărului” iar „Părău' cu chietrile” avea în anul 1768 numele de „Părău' călugărului”[151].

### Cimitire/Cruci/Clopote

Mausoleul familiei Florianu în cimitirul din Racovița

Procesiune funerară în „Plațu' Ariștii”

- Cimitire. După opinia istoricului K.Horedt, cimitirele din Transilvania apar de obicei în jurul bisericilor abia după secolul al XII-lea, cele anterioare aflându-se în altă parte[152]. Cornel Lupea consideră că cel mai vechi cimitir al Racoviței a fost situat în locul numit „La Cărțăoaie”, ale cărui urme abia că se mai văd în prezent. Suprafața acestuia era de 1215 stânjeni[153], el fiind abandonat o dată cu apariția cimitirului actual.

Cimitirul din jurul „Bisericii vechi” avea o întindere mai mică, 712 stânjeni, el confundându-se în mare parte cu însăși grădina bisericii. Având soarta celui dintâi, în 1965 aici puteau fi identificate doar nouă cruci, printre care și a preotului Ioan Fleischer Măcelaru, a căpitanului Drăgoiu, a preotesei Elisabeta Mihălțan etc.
Începând cu anul 1904, au apărut negocieri între autoritățile satului și biserică în vederea obținerii unui teren pentru amenajarea actualului cimitir. Rezolvarea disputei și-a găsit soluționarea în 1908 prin alocarea terenului actual în suprafață inițială de 242 stânjeni, suprafață ce a fost extinsă ulterior. În același perimetru, despărțit doar de un gard viu se află și cimitirul credincioșilor de cult baptist.
Țiganii „băieși” și „lăcătari” își au cimitirul în capul satului lângă „Podu' Răzurelelor”. Anterior secolului al XX-lea, acesta era amenajat peste vale, în vârful „Răzurelelor”, fiind ulterior abandonat din cauza că dealul era abrupt și „Valea Lupului” în perioada ploilor și a viiturilor de primăvară nu putea fi trecută, neexistând nici măcar o punte. Tradiția orală a consemnat deseori cazuri când iarna, din cauza pantei mari a dealului „au alunecat sicriele de pe sănii și nu s-au mai oprit până în vale...”.
Din cercetările pe care le-a efectuat, Cornel Lupea consideră că prin menționarea în „Protocolul morților” ca locuri de înmormântare „La părău' stăvarului”, „În dealu' vâlcelelor”, „În dealu' humelor”, „La pușcărie” etc., a mai existat practica înhumării morților „acolo unde i-a ajuns ceasul din urmă”.
De menționat că, în a doua jumătate a secolului al XIX-lea erau frecvente cazurile când scândurile necesare confecționării sicrielor, cunoscute sub denumirea de „scânduri de moarte”, se vindeau de către biserică la prețul de 1 florin și 50 cruceri perechea.
- Cruci. Două cruci datate din anul 1875 au fost ridicate, din piatră și cărămidă, din fondurile satului și nu numai[157], una în capul satului înspre Tălmaciu și una înspre Avrig. În 1970 cu ocazia pictării bisericii acestea au fost renovate.

Clopotul cel mare

- Clopote. „Biserica a veche” a avut două clopote, ambele mutate în turnul celei actuale în 11 septembrie 1889, prin „maistărul” Matias Huber[158].
  - Clopotul cel mare, în greutate de 168kg, valorând 3000 coroane, pe lângă un basorelief care reprezenta icoana Sfintei Treimi, mai avea și următoarele două inscripții:
    - „Fudit Henricus Eberhard, Pestini, MDCCCXXXII”.
    - „Acest clopot s-a vărsat prin osîrdia d-lui căpitan Mihail Tulbasch și a parohului Ioan Fleischer, pentru biserica din Racovița, (cu)hramul Sfintei Treimi, vărsat prin Heinrich Eberhard, în Pesta, 1832”[159].

  - Clopotul cel mic, existând și astăzi, are imprimat pe el doar anul turnării, 1846.

Clopotul cel mic

În data de 18 august 1915, ministrul regesc ungar de culte și instrucțiune publică, Jankovich, a dispus prin Ordinariatul greco-catolic din Blaj, întocmirea în fiecare parohie a unui inventar al clopotelor în vederea posibilităților rechiziționării acestora pentru nevoile armatei. Rechiziția a avut loc la începutul lunii august 1916, când militarii austro-ungari au aruncat clopotul cel mare pe fereastra turnului, spărgându-l.
„...La rugămintea tatălui meu (protopopul Valeriu Florianu), militarii i-au permis să-l mai tragă o dată, înaintea demontării. La chemarea sa tânguitoare, tot satul s-a strâns în jurul bisericii și cu ochii plini de lacrimi au asistat muți la trista nelegiuire.”—prof.Liviu Florianu
După primul război mondial prin donația enoriașilor și a lui Andrei Mărginean, s-a procurat un nou clopot pe care se poate citi:
„Arsenalul Armatei București, 1921, VIVOS VOCO, MORTUOS PLANGO, FULGUM (sic) FRANGO.
Vărsatu s'a acest clopot pentru biserica română greco-catolică din Racovița-Olt, cu hramul Sfintei Treimi, în zilele regelui Ferdinand I înfăptuitorul României Mari, cu ajutorul ministrului cultelor Octavian Goga, fiind paroh protopopul Valeriu Florianu, curator bisericesc David Mohan, directorul școalei Mihail Ogrean, primarul comunal Ioan Fogoroș și notar Victor Florianu.”—Inscripție clopot Racovița

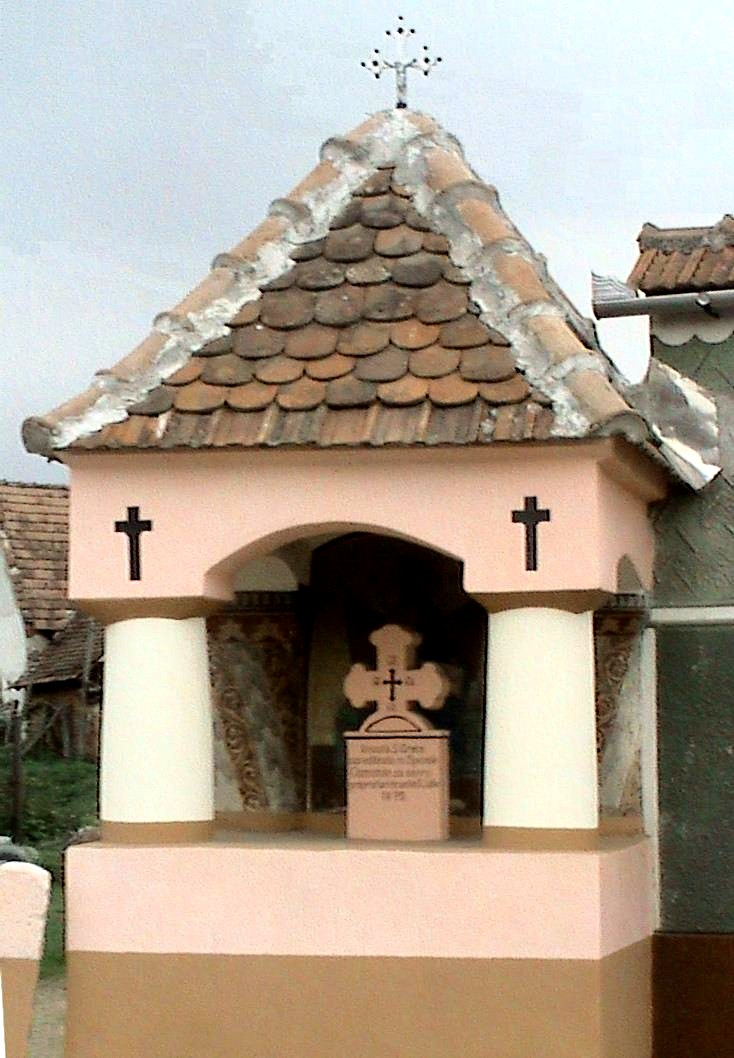
Crucea (troița) dinspre Avrig
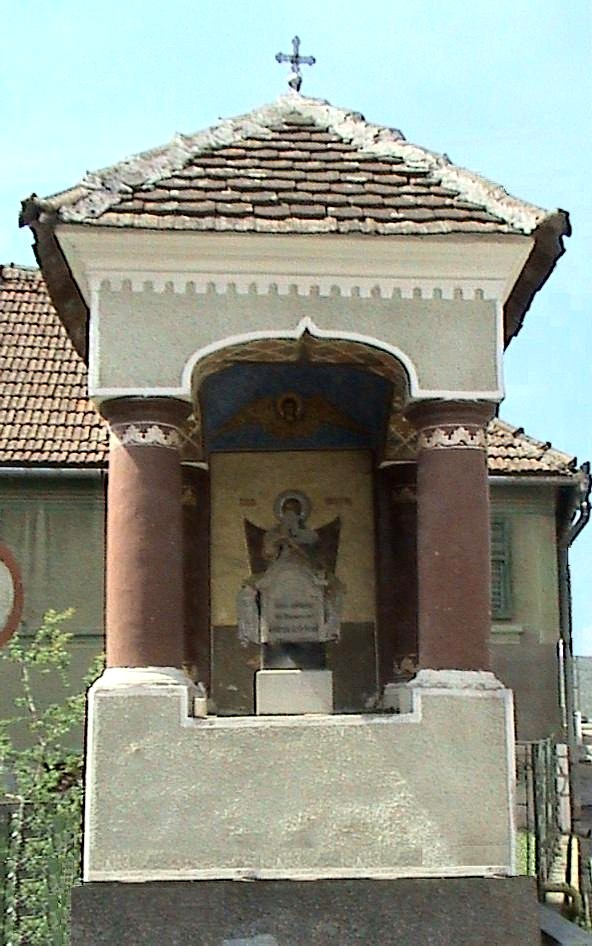
Crucea (troița) dinspre Tălmaciu. Detaliul 1
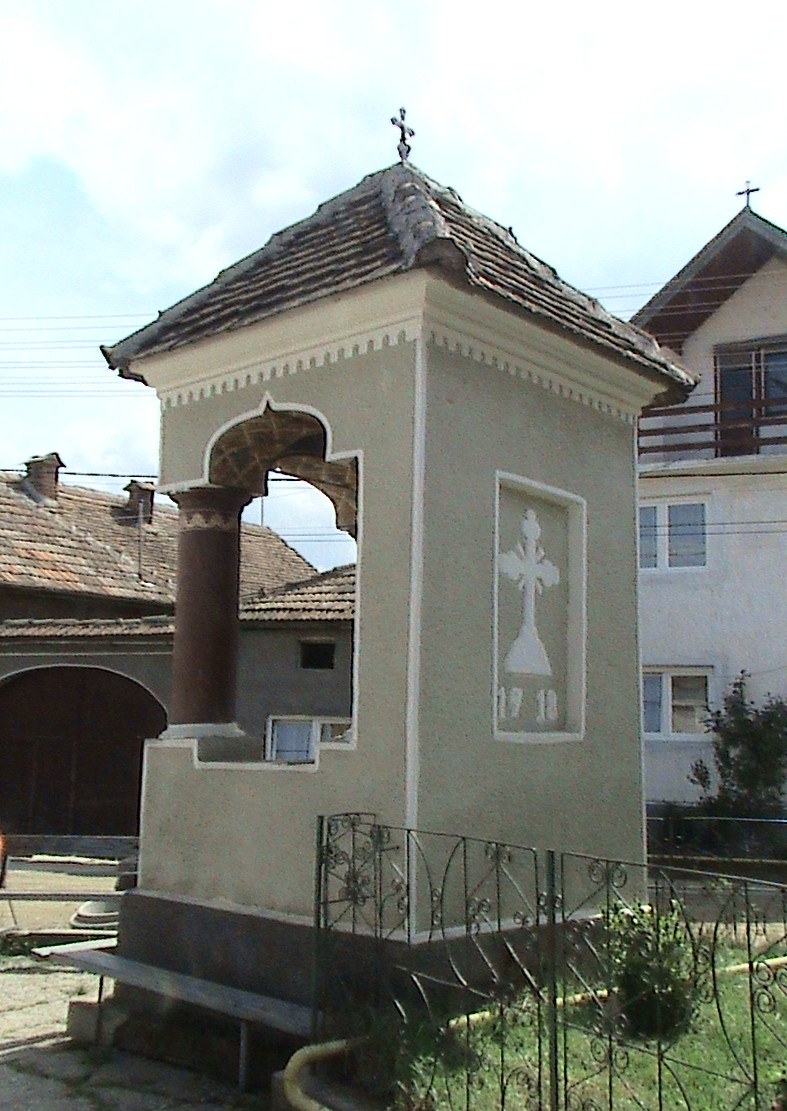
Crucea (troița) dinspre Tălmaciu. Detaliul 2
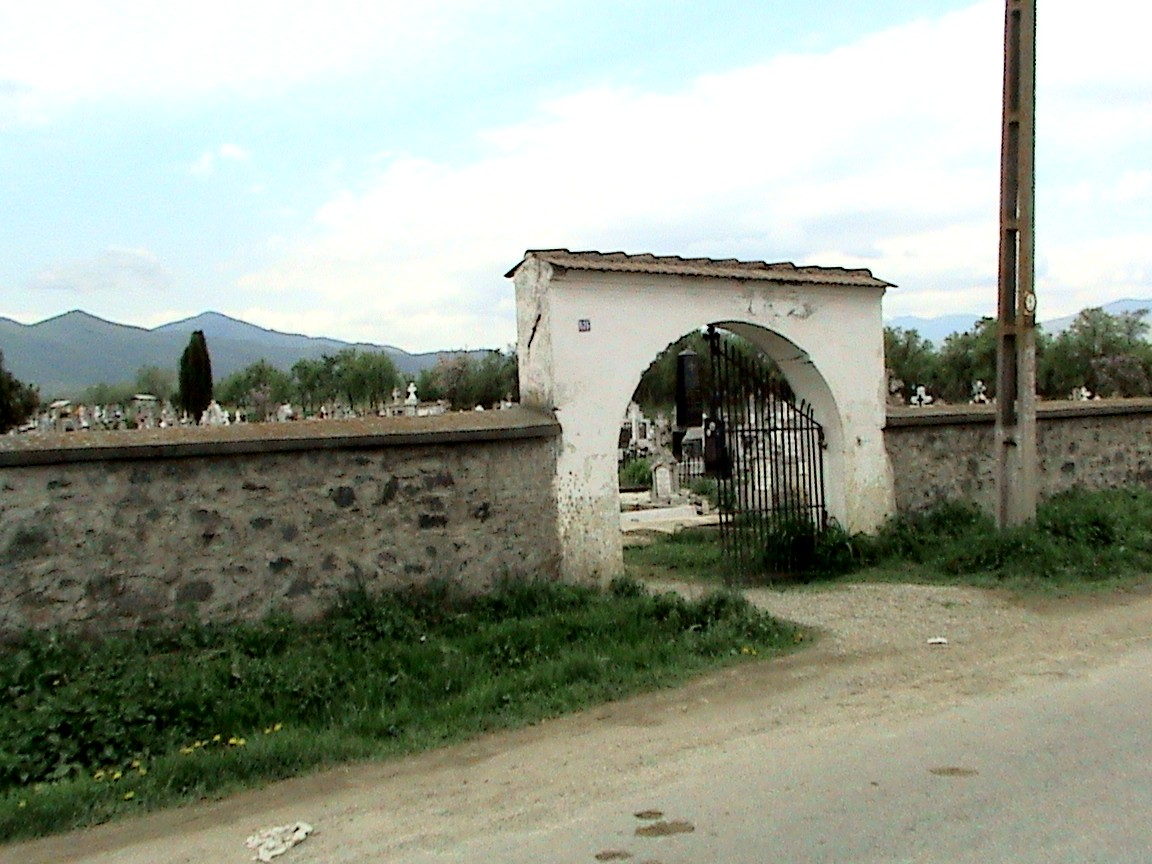
Intrarea în cimitirul din Racovița

### Cărți vechi bisericești
Asemenea altor lăcașuri de cult din România, biserica din Racovița a fost și încă mai este păstrătoarea unor vechi cărți bisericești. Câteva dintre acestea, provenite din tiparnițele de peste munți, au fost menționate într-un substanțial studiu publicat de N.Tudor. Titlurile exemplarelor de carte veche bisericească ce au aparținut în decursul anilor bisericii din sat, locul și anul lor de apariție, cu precizarea că aceste date nu sunt meticulos cercetate, sunt:

Cartea de aur a Parohiei Ortodoxe române din Racovița

- Liturghier de Rîmnic tipărit în anul 7090.
- Pravilă pre scurt, 1694[165].
- Chiriacodromion, Bălgrad, 1699.
- Molitvelnic, Rîmnic, 1713.
- Triod, Rîmnic, 1731[166].
- Antologhion (Floarea darurilor), 1737[167].
- Penticostar, București, 1743.
- Biblia, Blaj, 1750.
- Octoih, Țara Românească, 1763.
- Apostoleriu, Blaj, 1763.
- Apostol, Blaj, 1767.
- Catsvasier, Blaj, 1777.
- Octoih, Buda, 1781.
- Minei mare, Rîmnic, 1793.
- Orologier, Blaj, 1793.
- Biblia de la Blaj, 1795.
- Strajnic, Blaj, 1800.
- Octoihul mare, Buda, 1811.
- Evanghelia, Buda, 1812.
- Molitvelnic, Sibiu, 1813.
- Ceaslov, Sibiu, 1853.
- Chiriacodromion, Sibiu, 1855.
- Ceaslov, Blaj, 1856.
- Orologier, Sibiu, 1859.
- Octoih, Sibiu, 1866.
- Evhologhion, Blaj, 1868.
- Noul Testament, 1885.
- Triod, Blaj, 1890.
- Evanghelie, București, 1895[168].

## Slujitorii altarului

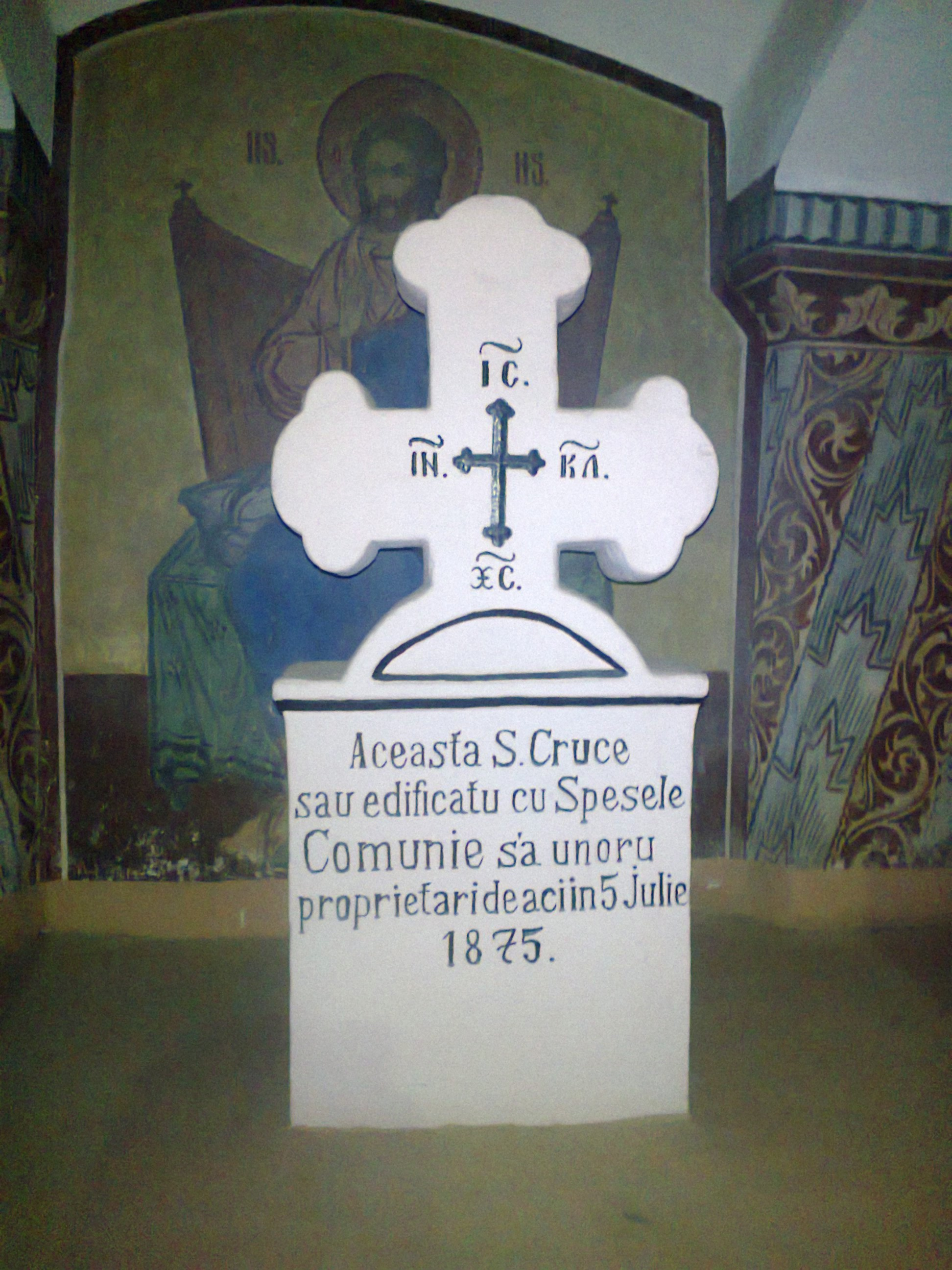
Crucea dinspre Avrig

Potrivit obiceiurilor vremii și la Racovița se consemnează moștenirea preoției din tată în fiu, uneori chiar și prin gineri. Se întâlnesc astfel familii de preoți ai căror urmași au slujit zeci de ani la rând cum au fost: Doican, Dobra, Cîndea și Totan în prima jumătate a secolului al XVIII-lea sau Florianu în perioada 1855-1940.
Cu referire la perioada anterioară secolului al XIX-lea, în aceste familii, tatăl era întotdeauna și dascălul fiului său, pe care îl pregătea să-i ia locul în sat sau în altă parte. Adeseori însă, preoții se recrutau și din rândurile dascălilor sau cantorilor care dovedeau sârguință și pricepere în tipicul bisericesc. În cazul când aceștia erau iobagi, trebuiau să se răscumpere în prealabil din iobăgie, plătind în acest scop o anumită sumă de bani domnului de pământ pe proprietatea căruia trudeau.
Preoții se alegeau de către obștea satului, cu aprobarea stăpânilor, care-i recomandau pentru hirotonire. Uneori protopopii erau aceia care recomandau direct episcopilor pe preoții vrednici de a fi hirotoniți, după cum nu erau rare cazurile de hirotoniri directe de către înalții ierarhi. Pregătirea pe care viitorii preoți o făceau în sânul familiei, pe lângă alți preoți sau protopopi iar uneori prin chiliile mănăstirilor din jur, era adesea insuficientă, mulți dintre aceștia rămânând neștiutori de carte, situație pe care au căutat s-o speculeze uneori în folosul lor principii calvini. Problema a fost generală și pentru rezolvarea ei s-a luat și o hotărâre în Dieta din 1640.
O primă reglementare în ceea ce privește pregătirea clerului a adus-o Sinodul din 1700, care a hotărât ca 
„...diacii cari vor vrea să se preoțească, înainte să meargă la protopop să-și ceară carte și cu carte de la adevăratul duhovnic și să știe Psaltirea de înțeles și glasurile și toate tainele bisericii și până nu va fi la Mitropolie 40 de zile, până atunci Vlădica să nu-l preoțescă.”
Se punea astfel capăt unor practici arbitrare folosite în numirea preoților, când în acest sens era de ajuns uneori o simplă dovadă de la credincioșii satului că cel în cauză era vrednic de a-i păstori, sau când "singhelia" se obținea cu sume de bani date vlădicului. Frecvente erau și cazurile în care, din cauza numărului mare al preoților din sat, numirea în funcție se făcea în urma unei "tocmeli" (înțelegeri), fiind preferat cel cu pretențiile cele mai modeste, indiferent de pregătirea sa.
O dată cu înființarea școlilor din Blaj în 1754, pe băncile acestora încep să se formeze preoți cu studii temeinice, fiind de presupus că cel puțin după anul 1800 toți preoții satului s-au format în acest centru cultural duhovnicesc. Nu este exclus ca cel puțin în prima jumătate a secolului al XVIII-lea, o parte din preoții Racoviței să fi fost pregătiți și pe lângă mănăstirea brâncovenească de la Sâmbăta de Sus, unde a ființat o școală de pregătire a preoților.

### Galeria preoților

Protopopul greco-catolic Petru Florianu
Protopopul greco-catolic Valeriu Florianu
Protopopul militar Aurel Florianu ("popa Aurel")

## Cultul creștin baptist

Biserica baptistă de pe Hudița Piștii

Alături de credincioșii ortodocși, în sat se întâlnesc și credincioși baptiști, cunoscuți mai ales sub numele de "pocăiți ". Baptiștii își trag numele de la cuvintele grecești "baptismos" sau "baptisis", ceea ce înseamnă "cufundare" sau definește ori ce fel de spălare.
Există diferite opinii cu privire la apariția cultului baptist pe plan mondial cât și pe teritoriul României. Istoricul Ioan Lupaș indică Anglia de la începutul secolului al XVII-lea, în timp ce S.Stanca face trimitere în Elveția la Samuel Henric Frölich. G.Krauss menționează prezența baptiștilor pe teritoriul Transilvaniei, la Vinț, încă din anul 1623, pe cât timp alți autori indică anul 1865 sau 1888. Organizați în comunități religioase proprii și recunoscuți prin Ordinul nr. 77092 din 2 noiembrie 1905 al Ministerului de culte și instrucțiune publică maghiar, baptiștii ardeleni s-au afiliat în anul 1920 la "Uniunea comunităților baptiste", cu sediul în București.
Un document oficial din anul 1942, consemnează că în Racovița, prima "Asociație baptistă" a luat ființă în anul 1918 cu aproximativ 10 membri, numărul acestora crescând după 1922 în mod simțitor. Protopopul Valeriu Florianu dă ca an al înființării acestei asociații 1921, ceea ce pare a fi mai aproape de adevăr, cunoscând faptul că în acest an Pretura Sibiu a adus la cunoștința primăriei locale că se admit adunări baptiste în locuința lui Gheorghe Foarcoș. În anul 1921 se înregistrează la Oficiul parohial Racovița primele declarații de trecere de la religia greco-catolică la cea baptistă a următorilor: Ana și Gheorghe Foarcoș, Iosif și Ana Foarcoș, Ana și Gheorghe Crișan, Maria Bobanga, Eva Stoica. Doi ani mai târziu, "Premergătorul baptiștilor din Arad", comunică Oficiului parohial primirea celor opt în sânul noii comunități religioase. Potrivit tradiției orale, Gheorghe Foarcoș, ca fost emigrant în America, întreținea legături strânse cu "Misiunea baptistă americană", fapt reflectat și în presa vremii.
Începând cu anul 1923, printr-un ordin ministerial, practicarea cultului baptist în sat a fost interzisă, pe considerentul că adepții acestuia nu posedau autorizația legală de funcționare. La data de 14 martie 1924, parohul local sesiza Ministerul cultelor că baptiștii racoviceni nesocotesc ordinul dat și continuă să-și desfășoare activitatea.
În urma recunoașterii oficiale a cultului baptist prin Legea cultelor din 1928, baptiștii și-au construit actuala biserică din "Hudița Piștii". În 1930 numărul baptiștilor era de 69, în 1932 de 68 iar în 1940 aceștia erau reprezentați de 31 de familii.
Un decret promulgat de mareșalul Ion Antonescu în 1943, a interzis din nou practicarea cultului baptist pe întreg cuprinsul țării, comunităților baptiste confiscându-li-se averile și sigilându-li-se bisericile. Ca urmare, baptiștilor racoviceni li s-au confiscat și înstrăinat toate instrumentele muzicale care formau fanfara comunității, înființată și condusă de către Iosif Stoica.